# Масерија Костабиле (Козенца)
Масерија Костабиле је насеље у Италији у округу Козенца, региону Калабрија.
Према процени из 2011. у насељу је живело 36 становника. Насеље се налази на надморској висини од 75 м.